# ミナミカマイルカ
ミナミカマイルカ（南鎌海豚、Lagenorhynchus australis）はクジラ目ハクジラ亜目マイルカ科カマイルカ属に属するイルカである。英名はPeale's DolphinあるいはBlack-chinned Dolphin。南アメリカのフエゴ島の周辺に生息する。

## 身体
ミナミカマイルカはカマイルカ属としては典型的な大きさのイルカであり、産まれた時の体長は1mであり、体長2.1m、体重115kgまで成長する。顔とあごは濃い灰色である。背中はほぼ黒であり、体の両側に白い筋状の模様がある。腹部は白い。胸びれの下側に特徴的な白い模様があり、「腋の下」と呼ばれている。胸びれの上側には灰色の模様がある。背びれは体長と比較すると大きく、鎌状に湾曲している。胸びれは小さく、尖っている。尾びれも先は尖っており、中央に切れ込みがある。ハラジロカマイルカと見間違えやすい。

## 生息数と分布
南アメリカの南部の海に固有の種である。生息海域の太平洋側の北限は南緯38度付近（バルディビア、チリあたり）である。大西洋側の北限は南緯44度付近（Golfo San Jorge、アルゼンチンあたり）である。南限は南緯60度あたりである。海峡のような流れの速い海で見かけられることが多い。
生息数は良くわかっていないが、生息域においては多数生息していると考えられている。
IUCNのレッドリストでは「情報不足」 (DD - Data Deficient) に分類されている。

## 行動
通常は5頭程度、多い場合で20頭程度の比較的小さな群を成す。稀に夏や秋に100頭程度の大きな群が観察された例がある。通常は海岸に対して平行に泳ぐ。通常はゆっくり泳ぐが、急に活発になることが時々ある。

## 人間との関わり、保護
ミナミカマイルカは移動範囲が比較的狭く、また海岸近くに棲息するために、人間の影響を受けやすい。1970年代から80年代の期間、チリではカニ漁のための餌として、毎年数千頭のミナミカマイルカが捕獲された。近年ではこのような捕獲は減少してきてはいるが、現在でも行われており、また違法ともされていない。
アルゼンチンでは刺し網に引っかかっているミナミカマイルカが報告されているが、刺し網による被害がどの程度あるのかは良くわかっていない。Whale and Dolphin Conservation Societyなどの保護団体は、詳細な調査を行う必要性を主張している。